# Trissolcus japonicus
La vespa samurai (Trissolcus japonicus (Ashmead, 1904)) è un imenottero parassitoide della famiglia Scelionidae; è principalmente noto come antagonista naturale della cimice asiatica Halyomorpha halys.

## Descrizione
L'adulto è un insetto di piccole dimensioni, lungo 1 o 2 mm, con la femmina leggermente più grande del maschio (di appena 0,1-0,2 mm). La testa è larga e più ampia del torace, che a sua volta è più corto dell'addome ovaliforme; le antenne sono composte da undici segmenti. L'insetto è di colore prevalentemente nero, con le estremità (zampe, antenne, mandibole) di colore giallognolo, rossiccio o marroncino, e le ali trasparenti.

## Biologia

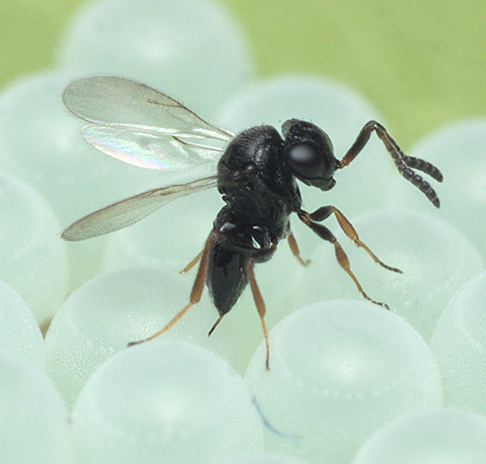
Esemplare di T. japonicus depone le proprie uova all'interno di quelle di Halyomorpha halys

La specie è un noto parassitoide della cimice asiatica (Halyomorpha halys), ma si riproduce anche a spese di altri pentatomidi, come ad esempio Podisus maculiventris, Plautia fimbriata, Erthesina fullo, Dolycoris baccarum e Glaucias subpunctatus.
La femmina depone le uova all'interno di quelle delle specie ospiti, un uovo di vespa per ogni uovo di cimice, marchiandole chimicamente e restando a difenderle da altri parassitoidi. La larva si sviluppa quindi all'interno dell'uovo di cimice, consumandolo prima di emergere; tipicamente i maschi compaiono più rapidamente delle femmine, e le attendono per accoppiarsi con loro (il rapporto femmine-maschi è di circa 5,5 a 1). Ogni femmina può deporre 42 uova alla volta, permettendo ad una singola vespa di parassitare un'intera massa di uova di H. halys, e va notato che T. japonicus può arrivare ad avere dieci generazioni l'anno, mentre la cimice asiatica non supera le due.

### Lotta biologica
La vespa samurai è adoperata nella lotta biologica contro la cimice asiatica, Halyomorpha halys, di cui è un parassitoide; nel loro ambiente naturale, le T. japonicus distrugge dal 60 al 90% delle uova di H. halys. Il suo impiego venne studiato dall'Agricultural Research Service a Newark durante gli anni Novanta, dopo che H. halys, giunta negli Stati Uniti d'America, ebbe causato gravi danni ai raccolti. Prima ancora di ottenere l'autorizzazione per iniziare la lotta biologica, venne comunque scoperto che T. japonicus era già arrivata accidentalmente sul territorio, probabilmente proprio insieme alle uova di H. halys.

## Distribuzione
La specie è nativa di Giappone, Cina e Corea, ed è stata introdotta (accidentalmente, e poi di proposito) anche negli Stati Uniti d'America.
Nel giugno 2020 è stata avviata la sperimentazione delle vespe samurai introducendole in alcune aree del Trentino-Alto Adige e in Valtellina, per valutare la loro capacità di contrasto della cimice asiatica; in caso di esito positivo, la vespa samurai potrebbe essere introdotta in tutto il territorio italiano.
Nel luglio 2020 è stata avviata la sperimentazione anche in Svizzera.